# Чжунхуа цзыхай
Чжунхуа́ цзыха́й (кит. трад. 中華字海, упр. 中华字海, пиньинь zhōng huá zì hǎi) — крупнейший печатный словарь китайских иероглифов, составленный в 1994 году и состоящий из 85 568 иероглифов. Издан в Пекине издательствами «Чжунхуа» и «Чжунго юи чубаньшэ».

## Подробная информация
Чжунхуа цзыхай состоит из двух частей: первая часть состоит из символов рассмотренных в ранних словарях, таких как Шовэнь Цзецзы, Юйпянь, Гуанъюнь, Цзиюнь, Словарь Канси и Чжунхуа дацзыдянь, которые охватывают чуть менее 50 000 отдельных иероглифов, вторая часть содержит символы, пропущенные, в результате ошибок составителей или из-за отсутствия знаний о таких символах ранними словарями. Среди них комплекс символов из старых буддийских текстов, местные иероглифы Дуньхуан, использовавшиеся во времена династий Сун, Юань, Мин и Цин, устаревшие иероглифы, диалектные иероглифы, новые иероглифы, созданные в результате развития науки и технологий, а также редкие иероглифы, используемые сегодня в названиях (в том числе географических). Кроме того, включены региональные иероглифы из Тайваня, Гонконга, Макао и Сингапура, а также из некоторых японских и корейских диалектов.
Один из авторов, Ху Минъян, пишет в предисловии к Чжунхуа цзыхай о проблеме чрезвычайно большого числа китайских иероглифов, что делает работу по составлению таких словарей очень трудной.

## Составление
Фонд, в котором составлялся словарь, занимался следующим:
1. Копирование иероглифов, найденных в словарях прошлых династий.
2. Анализ документов и литературы прошлых династий.
3. Включение всех упрощенных китайских иероглифов, введенных правительством КНР, и уже перечисленые в «Полном списке упрощенных иероглифов» (简化字总表), опубликованном в 1986 году.
4. Анализ текстов Цзягувэнь и Цзиньвэнь, а также исторических писаний.
5. Сравнение вариантов китайских иероглифов прошлых династий, найденных на каменных гравюрах.
6. Анализ региональных диалектов и диалектных словарей.
7. Включение новых иероглифов, связанных с современными концепциями, вытекающими из научных и технологических разработок.
8. Анализ иероглифов, используемых в именах собственных, таких, как названия мест и личные имена.
9. Анализ современных публикаций, которые могут включать неофициальный или неформальный характер упрощений, которые могут не присутствовать в правительственном «Полном списке упрощенных иероглифов».
10. Включение иероглифов, появившихся после неудачной реформы 1977 года по вводу упрощенных иероглифов, взятые из проекта предлагаемого законопроекта.
11. Включение редких вариантов и популярных региональных иероглифов из таких областей, как Гонконг, Макао и Тайвань, а также уникальных иероглифов, используемых в Японии и Корее, но не в Китае.

## Другие словари
Предыдущий словарь, Большой словарь китайских иероглифов, опубликованный в Китае в 1990 году, содержал 54 678 иероглифов. В Японии, в 2003 году, словарь Дай Кан-ва дзитэн состоит из около 50 000 иероглифов, в то время как Han-Han Dae Sajeon, завершённый в Южной Корее в 2008 году, содержит 53 667 иероглифов (проект длился 30 лет и стоил 31 млрд южнокорейских вон или 25 млн долларов США).